# Felix Landau
Felix Landau (Vienna, 21 maggio 1910 – Vienna, 4 aprile 1983) è stato un militare austriaco, SS-Hauptscharführer, membro di un Einsatzkommando durante la seconda guerra mondiale, con sede prima nell'odierna Leopoli e poi a Drohobyč. Fu una "figura centrale del programma nazista di sterminio degli ebrei galiziani".
Noto per il suo diario quotidiano e per aver temporaneamente risparmiato la vita dell'artista ebreo polacco Bruno Schulz nel 1942, Landau amava l'arte di Schulz e gli fornì protezione e cibo extra. In cambio, ordinò all'artista di dipingere una serie di murales per la camera da letto del suo giovane figlio, raffiguranti delle scene prese dalle fiabe dei fratelli Grimm. Landau fu anche l'ufficiale delle SS assegnato a vegliare su Maria Altmann, la protagonista del film Woman in Gold del 2015.

## Biografia

### Carriera
Nel 1925, Landau si unì alla Gioventù hitleriana e fu espulso dal collegio per l'attività di reclutamento attivo. Nel 1930, si unì alla Bundesheer austriaca. Nel marzo 1931 si unì all'NSDAP e in maggio divenne un leader politico di un distretto locale dell'esercito nazista. Nel giugno 1933, fu espulso dal Bundesheer per le attività naziste. Dal giugno 1933 all'aprile 1934, fu membro della Sturmabteilung e successivamente delle SS. Fu imprigionato per aver partecipato all'assassinio del cancelliere austriaco Engelbert Dollfuss nel 1934. Dopo il suo rilascio nel 1937, rinnovò le attività naziste e dovette fuggire per evitare un altro arresto. Fu naturalizzato cittadino tedesco, si sposò e lavorò come assistente di polizia nella Gestapo.

### Seconda guerra mondiale e servizio in Einsatzkommando
Nel 1940, si trasferì nella Sicherheitsdienst di Radom, nel Governatorato Generale, dove incontrò la dattilografa Gertrude, alla quale in seguito indirizzò le sue lettere.
Nel giugno 1941, si offrì volontario per il servizio nelle Einsatzkommando. Iniziò a scrivere il suo diario nel luglio 1941, intervallando le lettere sentimentali alla sua fidanzata con le registrazioni dettagliate della sua partecipazione nelle azioni legate all'Olocausto. Descrive le "esercitazioni di tiro" e le "azioni selvagge", le sparatorie in cui lui e i suoi uomini scelsero a caso degli ebrei al lavoro nelle vicinanze o che passarono per strada. In uno di questi eventi, nel novembre 1942, Landau uccise il dentista personale di un collega, Karl Günther. Per vendetta, Günther raggiunse Bruno Schulz, allora sotto la protezione di Landau, e lo uccise con due colpi alla testa. Secondo Izydor Friedman, un amico di Schulz presente in quel momento, ciò accadde all'angolo tra le vie Czacki e Mickiewicz. Più tardi, Günther disse a Landau: "Hai ucciso il mio ebreo, io ho ucciso il tuo".
Alla fine del 1941 visse con Gertrude in una villa aristocratica. Divorziò dalla sua prima moglie nel 1942 e sposò Gertrude nel 1943. Fino al maggio 1943 Landau fu incaricato dell'organizzazione del lavoro ebraico.

## Dopo la seconda guerra mondiale
Nel 1946, un ex operaio lo riconobbe a Linz. Landau fu arrestato dagli americani ma fuggì dal campo di prigionia di Glasenbach nell'agosto del 1947. Sotto il falso nome di Rudolf Jaschke fondò un'azienda di decorazioni d'interni in Baviera. Nel 1959 Landau fu arrestato e accusato dei massacri, fu condannato all'ergastolo nel 1962 presso la Corte d'assise di Stoccarda. Nel 1973 fu graziato.

## Citazioni dal diario
- Leopoli - 5 luglio 1941. C'erano centinaia di ebrei che camminavano lungo la strada con il sangue che gli colava sul viso dalla testa, le mani rotte e gli occhi che uscivano dalle orbite. Erano ricoperti di sangue. Alcuni trasportavano altri che erano sfiniti. Siamo andati alla cittadella; lì abbiamo visto cose che poche persone hanno visto prima. All'ingresso della cittadella c'erano i soldati di guardia. Tenevano in mano delle mazze grosse quanto il polso di un uomo e si scagliavano contro chiunque incrociasse il loro cammino. Gli ebrei stavano uscendo dall'ingresso. C'erano file di ebrei sdraiati uno sopra l'altro come maiali, che piagnucolavano orribilmente. Gli ebrei continuavano a uscire dalla cittadella completamente coperti di sangue. Ci siamo fermati e abbiamo cercato di vedere chi era a capo del Kommando. Nessuno. Qualcuno aveva lasciato andare gli ebrei. Sono stati solo colpiti dalla rabbia e dall'odio...[5]
- Drohobyč - 12 luglio 1941. Alle 6 del mattino mi svegliai improvvisamente da un sonno profondo: rapporto per un'esecuzione. Bene, quindi farò solo il boia e poi il becchino, perché no? Bisognava sparare a ventitré persone, tra loro due donne. Bisognava trovare un posto adatto per ucciderle e seppellirle. Dopo pochi minuti abbiamo trovato un luogo. I prescelti si sono radunati con le pale per scavare le proprie fosse. Due di loro stavano già piangendo. Gli altri hanno avuto sicuramente un coraggio incredibile. Strano, io sono completamente impassibile. Nessuna pietà, niente. È così, poi è tutto finito. Gli oggetti di valore, gli orologi e il denaro vengono messi in pila. Le due donne sono allineate a un'estremità della fossa, pronte per essere uccise per prime. Mentre le donne camminavano verso la erano completamente composti. Si sono voltati. Sei di noi hanno dovuto sparargli. Il compito era così diviso: tre al cuore, tre alla testa. Ho preso il cuore. I colpi sono stati sparati e il cervello è schizzato in aria. Due colpi alla testa sono troppi. Quasi quasi la strappano via...[5]